# Jojo Maronttinni
Jojo Maronttinni, nata Jordana Gleise de Jesus Menezes (Rio de Janeiro, 11 febbraio 1997), è una cantante e personaggio televisivo brasiliana.

## Biografia
Nata e cresciuta nel quartiere di Bangu, Jojo Maronttinni ha firmato un contratto discografico con l'Universal nella prima metà del 2017, tramite la quale ha pubblicato il suo primo singolo Sentada diferente. Il 29 dicembre 2017 ha presentato il singolo Que tiro foi esse che le ha fruttato due dischi di diamante dalla Pro-Música Brasil per le 600 000 unità vendute in territorio brasiliano ed ha riscosso notevole successo anche in Portogallo, dove si è spinta fino alla 20ª posizione della classifica nazionale. Nel 2018 ha pubblicato Vou com tudo, che grazie alle 40 000 copie vendute in Brasile è stato certificato disco d'oro, ed ha collaborato con Seakret e Anitta nel singolo Perdendo a mão.
Da settembre a dicembre 2020 ha preso parte come concorrente alla dodicesima edizione del reality A Fazenda, uscendone vincitrice con il 52% delle preferenze del pubblico contro gli altri tre finalisti.

## Discografia

### Album in studio
- 2022 – Jojo como você nunca viu

### Singoli
- 2017 – Sentada diferente
- 2017 – Que tiro foi esse
- 2018 – Vou com tudo
- 2018 – Arrasou viado
- 2018 – Perdendo a mão (con Seakret e Anitta)
- 2018 – Rebolarizando (con MC Pocahontas)
- 2018 – Joga sem parar
- 2019 – Sequência do peito (con MC Mascara e DJ Batata)
- 2019 – Gin (con i Funk Samba Club)
- 2019 – Ranço de você (con Mila, Tainá Costa e DJ Batata)
- 2019 – Mulher não bate boca (con DJ Batata)
- 2019 – Acordei gostosa (con DJ Batata)
- 2020 – Achas (con Preto Show e Blaya)
- 2020 – Devo tá na moda (con DJ Batata)
- 2020 – Dominada (con MC du Black e DJ Batata)
- 2021 – Agora o pau vai torar (con DJ Batata)
- 2021 – Pesou o rolê (con Di Propósito e Harmonia do Samba)
- 2022 – Tropa das soltinhas (con Bianca e Gabily)
- 2022 – Faixa rosa (con Papatinho, MC Carol e MC Dricka)
- 2022 – De onde eu venho
- 2022 – RJ x SP (con MC 2Jhow)
- 2022 – Tiro de boom (con Zaac)
- 2022 – Verdadeira brasileira (con WD)

## Programmi televisivi
- A Fazenda 12 (RecordTV, 2020) – Concorrente
- Dança dos Famosos 19 (TV Globo, 2022)
- Jojo nove e meia (Multishow, 2021) – Conduzione